# Aphaeninae
Sous-famille

Les Aphaeninae sont une sous-famille d'insectes hémiptères particulièrement abondante et diversifiée dans les régions tropicales. Elle appartient à la famille des Fulgoridae même si ses genres ne sont pas parmi les plus connus de cette famille.

## Dénomination
La sous-famille des Aphaeninae a été décrite par l'entomologiste français Émile Blanchard en 1847.

## Taxinomie

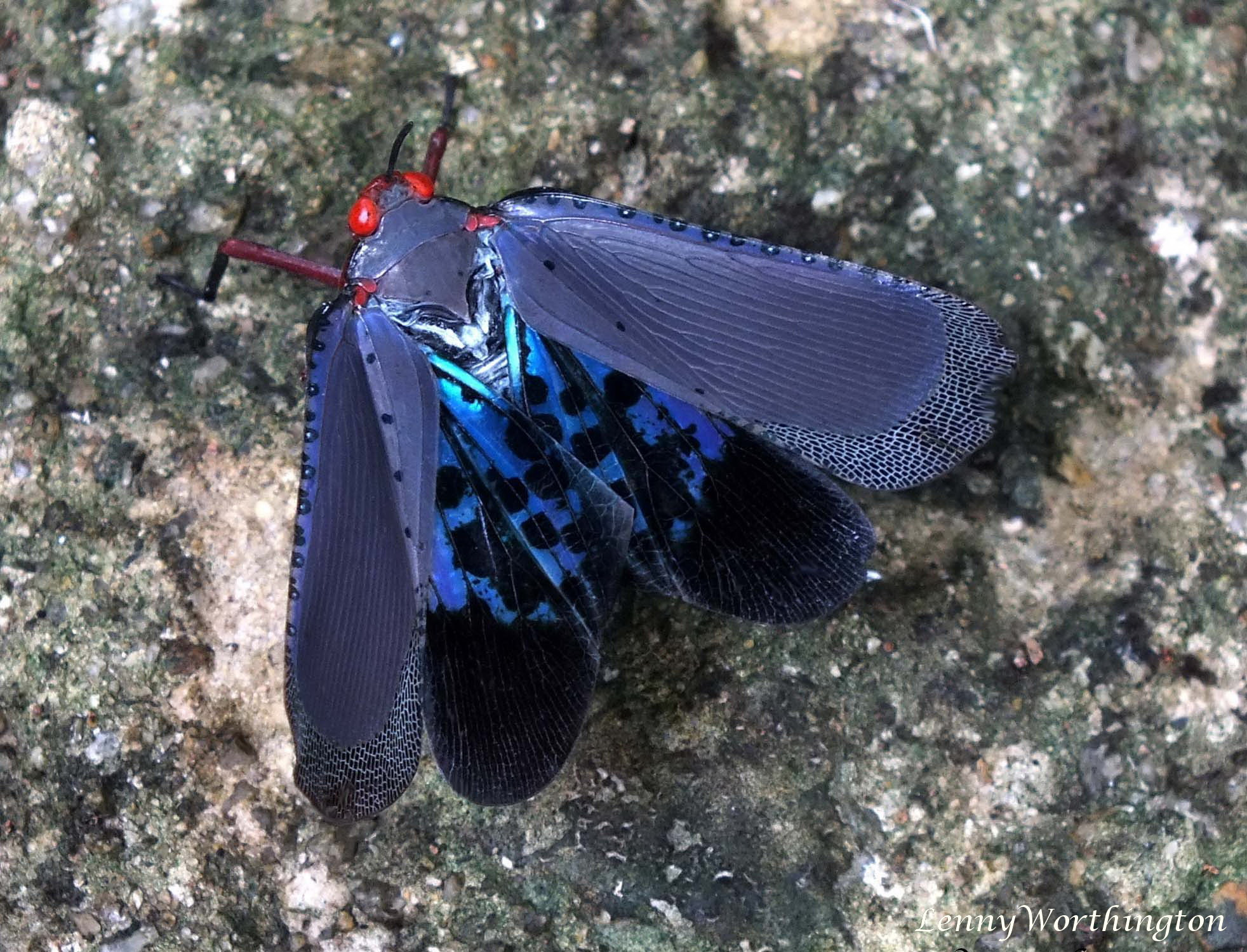
Kalidasa nigromaculata pouvant être confondu avec un papillon, Sanctuaire de faune de Khao Soi Dao, Thaïlande

Les Aphaeninae contiennent de nombreux genres de l'infra-ordre des Fulgoromorpha (précédemment inclus dans le sous-ordre des Auchenorrhyncha qui semble être paraphylétique) :
- Aracynthus (Stål, 1866) 
  - espèce Aracynthus loicmatilei (Bourgoin & Soulier-Perkins, 2001)
  - espèce Aracynthus sanguineus (Olivier, 1791)  espèce type
- Anecphora
- Aphaena
- Belbina
- Eddara
- Enchophora
- Flatolystra
- Kalidasa
- Lycorma
- Omalocephala
- Penthicodes
- Scamandra

## Particularité
Vus à distance, ils peuvent être confondus avec des papillons, car ils ont de grandes ailes souvent ornées de motifs (généralement pas aussi colorés que ceux de quelques autres Fulgoridae). 